# Patrick Breen
Joseph Patrick Breen (n. 26 octombrie 1960, New York City, New York, SUA) este un actor, scenarist și regizor american.

## Biografie
Breen s-a născut în Brooklyn, New York pe 26 octombrie 1960.

### Cariera
A jucat cu precădere în seriale de televiziune, însă a avut roluri atât în filme, cât și în piese de teatru pe Broadway și Off Broadway⁠(d).
În 2010, a jucat pe Broadway în piesa Next Fall⁠(d). În prezent, îl interpretează pe Andrew Munsey, director al Agenției Centrale de Informații, în drama CBS Doamna Ministru⁠(d).
A fost vocea tuturor personajelor din serialul animat Magic Adventures of Mumfie⁠(d) al lui Britt Allcroft⁠(d) și a fost angajat inițial pentru a realiza vocea personajelor Splatter și Dodge în Thomas și Calea Magică, însă rolurile au fost oferite în schimb actorilor Neil Crone⁠(d) și Kevin Frank⁠(d).
Breen a avut un rol principal în serialul A Series of Unfortunate Events⁠(d) a companiei Netflix, difuzat în premieră în 2017.

## Viața personală
Într-un interviu din iulie 2012 pentru Metro Weekly⁠(d), Patrick Breen a declarat: „Mă consider parte din mișcarea LGBT”.

## Filmografie

### Filme
| An   | Titlu                                    | Rol              | Note                  |
| ---- | ---------------------------------------- | ---------------- | --------------------- |
| 1989 | Day One                                  | Richard Feynman  |                       |
| 1990 | Nobody's Perfect                         | Andy             |                       |
| 1992 | Passed Away                              | Father Hallahan  |                       |
| 1993 | For Love or Money                        | Gary Taubin      |                       |
| 1995 | Call of the Wylie                        | Ezra             | Scenarist             |
| 1996 | Sweet Nothing                            | Greg             |                       |
| 1995 | Get Shorty                               | Resident Doctor  |                       |
| 1996 | Phinehas                                 | Billy            | Scenarist             |
| 1997 | Beverly Hills Ninja                      | Desk Manager     | Necreditat            |
| 1997 | Men in Black                             | Reggie Redgick   |                       |
| 1997 | Colin Fitz                               | Gnu Fan          |                       |
| 1998 | One True Thing                           | G.A. Tweedy      |                       |
| 1999 | Just the Ticket                          | San Diego Vinnie |                       |
| 1999 | Galaxy Quest                             | Quellek          |                       |
| 1999 | Advice from a Caterpillar                | Hunter #1        |                       |
| 2000 | East of A                                | Peter Parker     | Scenarist             |
| 2002 | Stark Raving Mad                         | Jeffrey Jay      |                       |
| 2002 | Just a Kiss                              | Peter            | Scenarist             |
| 2003 | Radio                                    | Tucker           |                       |
| 2004 | Christmas with the Kranks                | Aubie            |                       |
| 2007 | The Neighbor                             | Clint            |                       |
| 2008 | Space Chimps                             | Dr. Bob          | Actor de voce         |
| 2009 | Cirque du Freak: The Vampire's Assistant | Mr. Kersey       |                       |
| 2010 | Space Chimps 2: Zartog Strikes Back      | Dr. Bob          | Direct-to-video; voce |
| 2010 | Rio Sex Comedy                           | Frank            |                       |
| 2011 | The Bleeding House                       | Nick             |                       |
| 2014 | Draft Day                                | Bill Zotti       |                       |
| 2014 | Mumfie's Quest: The Movie                | Narrator         | Actor de voce         |
| 2014 | A Most Violent Year                      | Instructor       |                       |
| 2017 | After Louie                              | Jeffrey          |                       |
| 2020 | Milkwater                                | Roger            |                       |

### Seriale
| An              | Titlu                               | Rol                          | Note                                                                          |
| --------------- | ----------------------------------- | ---------------------------- | ----------------------------------------------------------------------------- |
| 1986            | Spenser: For Hire                   | Bobby Olak                   | Episodul: "And Give Up Show Biz?"                                             |
| 1987            | My Sister Sam                       | Scotty                       | Episodul: "Club Dread"                                                        |
| 1987            | The Cavanaughs                      | Tommy                        | Episodul: "The Arrangement"                                                   |
| 1987            | Gimme a Break!                      | Keith Dudley                 | Episodul: "Parents' Week: Parts 1 & 2"                                        |
| 1987            | 21 Jump Street                      | Johnny Hartman               | Episodul: "Low and Away"                                                      |
| 1988            | Just in Time                        | Nick Thompson                | Rol principal                                                                 |
| 1988            | Annie McGuire                       | George                       | Episodul: "The Legend of the Bad Fish"                                        |
| 1990            | Monsters                            | Danny                        | Episodul: "Museum Hearts"                                                     |
| 1990            | Kojak: None So Blind                | Reporter #1                  | Film de televiziune                                                           |
| 1991            | Sunday Dinner                       | Kenneth Benedict             | Rol principal                                                                 |
| 1992            | Fool's Fire                         | The Ministers                | Film de televiziune                                                           |
| 1993            | Melrose Place                       | Cameron                      | 3 episoade (sezonul1)                                                         |
| 1993            | Fallen Angels                       | Doc                          | Episodul: "The Quiet Room"                                                    |
| 1993            | Big Wave Dave's                     | Richie Lamonica              | Rol principal                                                                 |
| 1994–1998       | Magic Adventures of Mumfie          | Narrator                     | Rol principal (voce)                                                          |
| 1995–1996       | Simon                               | Mitch                        | Rol principal                                                                 |
| 1996            | Law & Order                         | Andrew Gellis                | Episodul: "Slave"                                                             |
| 1996–1997       | One Life to Live                    | Winslow Freeman              | 2 episoade                                                                    |
| 1998            | Jenny                               | Richard Marino               | Episodul: "A Girl's Gotta Merger"                                             |
| 1998            | Party of Five                       | Kevin Quoss                  | Episoade: "Of Human Bonding", "Here and Now"                                  |
| 1999            | Oz                                  | Robbie Gerth                 | Episoade: "Napoleon's Boney Parts", "Legs"                                    |
| 1999            | Sex and the City                    | Dr. Bradley Meego            | Episodul: "Twenty-Something Girls vs. Thirty-Something Women"                 |
| 2001            | Jack & Jill                         | Ken                          | Episoade: "Caution: Parents Crossing", "And Jack and Jill Came Down the Hill" |
| 2001            | Ally McBeal                         | Kevin Stoller                | Episodul: "In Search of Barry White"                                          |
| 2001            | Frasier                             | Phillip                      | Episodul: "A Day in May"                                                      |
| 2001            | Judging Amy                         | D.A. Levy                    | Episodul: "The Last Word"                                                     |
| 2001            | The Tick                            | Friendly Fire                | Episodul: "Couples"                                                           |
| 2001            | Will & Grace                        | Mitchell                     | Episodul: "Stakin' Care of Business"                                          |
| 2001            | Kristin                             | Nicholas Dupres              | Episodul: "The Rift"                                                          |
| 2002            | Angel                               | Nev                          | Episodul: "Birthday"                                                          |
| 2002            | The West Wing                       | Kevin Kahn                   | Episodul: "The Black Vera Wang"                                               |
| 2002            | Do Over                             | Mr. Jenkins                  | Episodul: "Investing in the Future"                                           |
| 2003–2004       | Rock Me Baby                        | Richard Crandall             | Rol episodic, 5 episoade                                                      |
| 2003–2004       | Joan of Arcadia                     | Sammy                        | 3 episoade                                                                    |
| 2002, 2004      | Law & Order                         | Kevin Hobart                 | Episoade: "The Ring", "Married with Children"                                 |
| 2004            | Monk                                | Jeffery Sweeney              | Episodul: "Mr. Monk Gets Married"                                             |
| 2004–2005       | Kevin Hill                          | George Weiss                 | Rol principal                                                                 |
| 2006            | CSI: Crime Scene Investigation      | Mr. Phillipe                 | Episodul: "Way to Go"                                                         |
| 2006            | Boston Legal                        | A.D.A. Otto Beedle           | 3 episoade (sezonul 3)                                                        |
| 2007            | The New Adventures of Old Christine | Edmund                       | Episodul: "Strange Bedfellows"                                                |
| 2007            | Notes from the Underbelly           | Pale Husband                 | Episodul: Pilot                                                               |
| 2007            | Pushing Daisies                     | Leo Gaswint                  | Episodul: "Pie-lette"                                                         |
| 2008            | Eli Stone                           | Paul Sweren                  | 3 episoade                                                                    |
| 2008            | ER                                  | Felix                        | Episodul: "Another Thursday at County"                                        |
| 2009            | Captain Cook's Extraordinary Atlas  | Phinneas Malloy              | Film de televiziune                                                           |
| 2009            | Ghost Whisperer                     | Duff Faraday                 | Episodul: "Stage Fright"                                                      |
| 2009            | Three Rivers                        | Dr. Joseph Breen             | Episodul: "Good Intentions"                                                   |
| 2010            | Nurse Jackie                        | Martin                       | Episodul: "Apple Bong"                                                        |
| 2010–2011, 2016 | The Good Wife                       | Lt. Terrence Hicks           | 3 episoade                                                                    |
| 2011–2015       | Whole Day Down                      | Patrick Breen                | Web series; Scenarist și creator                                              |
| 2012            | CSI: Miami                          | Henry Duncan                 | Episodul: "No Good Deed"                                                      |
| 2013            | Criminal Minds                      | Peter Harper                 | Episodul: "The Gathering"                                                     |
| 2013            | Major Crimes                        | Dr. Jason Field / Jim Gilmer | Episodul: "D.O.A."                                                            |
| 2014            | Blue Bloods                         | Joseph Scott                 | Episodul: "Open Secrets"                                                      |
| 2014            | Those Who Kill                      | Burkhart                     | Episodul: "Insomnia"                                                          |
| 2014            | Royal Pains                         | Bob                          | Rol episodic (sezonul 6), 6 episoade                                          |
| 2014            | The Mysteries of Laura              | Erik Walden                  | Episodul: Pilot                                                               |
| 2014–2015       | Madam Secretary                     | Andrew Munsey                | Rol episodic (sezonul 1), 10 episoae                                          |
| 2015            | The Slap                            | Malcolm                      | Episodul: "Connie"                                                            |
| 2015            | Elementary                          | Vance Ford                   | Episodul: "T-Bone and the Iceman"                                             |
| 2015            | Show Me a Hero                      | Paul W. Pickelle             | 2 episoade                                                                    |
| 2016            | Law & Order: Special Victims Unit   | Doug Nelson                  | Episodul: "Forty-One Witnesses"                                               |
| 2016            | BrainDead                           | Cole Stockwell               | 3 episoade                                                                    |
| 2017            | Conviction                          | Clark Sims                   | Episodul: "Black Orchid"                                                      |
| 2017            | The Blacklist: Redemption           | James Burton                 | Episodul: "Hostages"                                                          |
| 2017–2019       | A Series of Unfortunate Events      | Larry Your-Waiter            | Rol episodic                                                                  |
| 2021            | The Bite                            | Agent Kermit Rimland         | Episoade: "The Fourth Wave", "The Fifth Wave"                                 |

### Teatru
- Brighton Beach Memoirs (1983)
- The Substance of Fire (1991)
- Fuddy Meers (1999)
- Next Fall (2009, Off Broadway; 2010, Broadway)
- The Normal Heart (2011, Broadway)
- The Perplexed (2020, Broadway)